# Interpretación del patrimonio

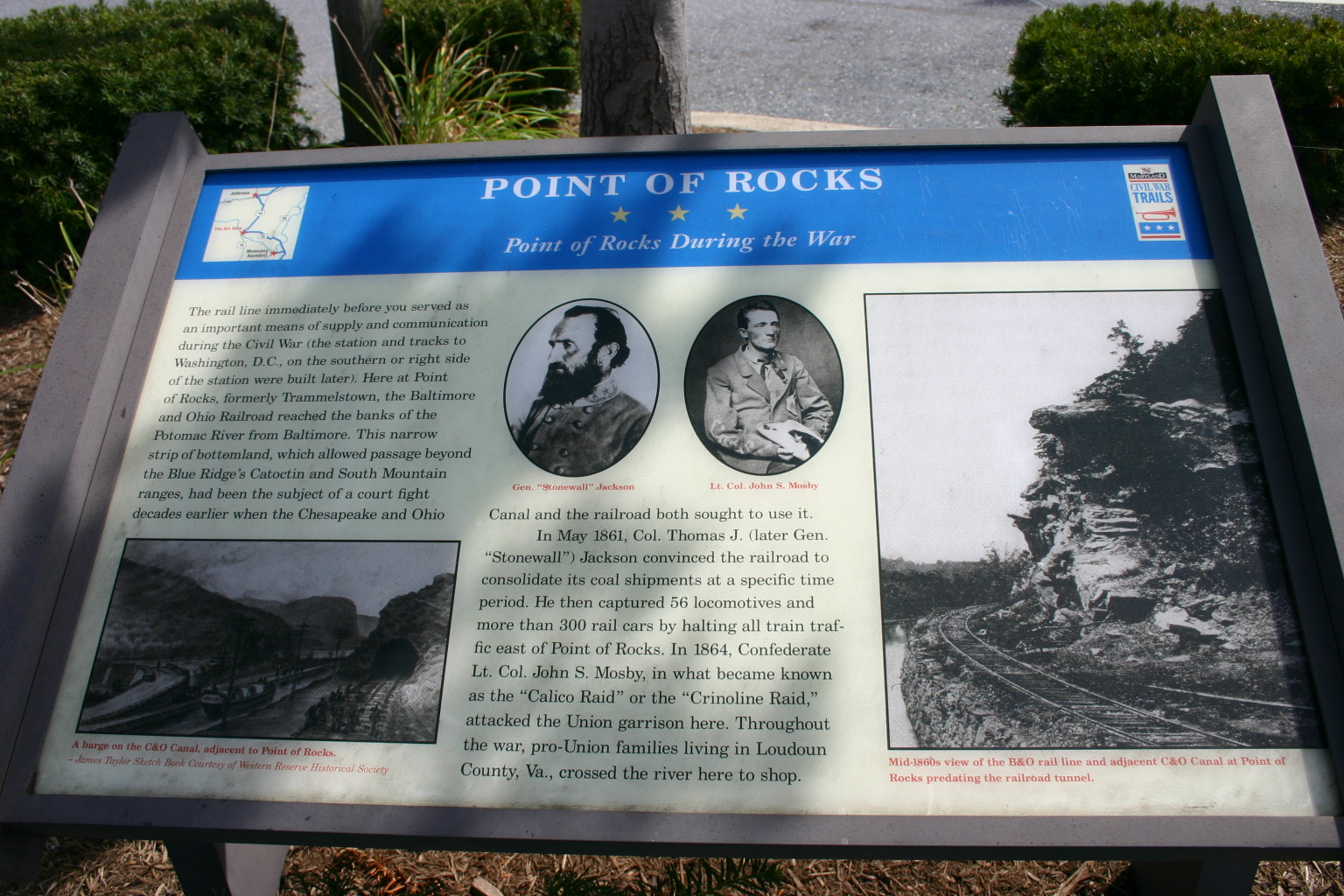
Un típico cartel interpretativo en un recorrido para acontecimientos de la guerra civil americana. Notar el uso de un mapa, fotografías y texto para explicar el tema. Situado en una ubicación pertinente al aire libre.

Interpretación de patrimonio refiere a todas las maneras en que se comunica información a visitantes de un centro educativo, un sitio natural o recreativo, como un museo, un parque o exhibición científica. Más específicamente es la comunicación de información sobre, o la explicación de la naturaleza, el origen y propósito de los recursos, objetos, sitios y fenómenos históricos, naturales, culturales, que utilizan métodos personales o no personales.  Algunas autoridades internacionales en museología prefieren utilizar el término de mediación para el mismo concepto, siguiendo uso en otras lenguas europeas.
Existen diferentes tipos de espacios o escenarios interpretativos. Los espacios interpretativos se basan en el marco de la disciplina de la Interpretación del patrimonio cultural y ambiental. Las definiciones han ido cambiando hasta llegar a un conjunto de conceptos que se encuentran en pleno proceso de análisis y técnicas propias. Por lo tanto, existen diferentes definiciones acerca de la interpretación del patrimonio, en cada una de ellas refleja prioridades, preocupaciones o experiencias de los grupos de trabajo y diferentes técnicas interpretativas según las diversas circunstancias, escenarios regionales.
Los distintos tipos de espacios y escenarios interpretativos son: ambiental, artístico, cultural, urbanos, turístico y recreativo. La Interpretación del Patrimonio puede ser realizada en centros de interpretación o en museos, sitios históricos, parques, galerías de arte, centros de naturaleza, zoológicos, acuarios, jardines botánicos, reservas naturales y otros sitios que alojan el patrimonio. Sus modalidades pueden ser extremadamente variadas y puede incluir visitas guiadas, charlas, obras de teatro, puntos de atención al visitante, exhibiciones, señales, etiquetas, obra de arte, folletos, interactivos, guías de audio y medios de comunicación audiovisuales. El proceso para desarrollar una aproximación estructurada para interpretar estas historias, los mensajes y la información se denomina planificación interpretativa. La interpretación temática del patrimonio desarrollada por el profesor Sam Ham, de la Universidad de Idaho, está considerada la mejor práctica por la Asociación Nacional para Interpretación de los EE. UU., el Servicio de Parques Nacionales de los EE. UU. entre otros.
Entre los que practican esta forma particular de comunicación se puede encontrar a guardaparques, guías, naturalistas, actores (quiénes pueden representar personajes vistiendo incluso la ropa típica de un período histórico), curadores de museos, especialistas en interpretación natural y cultural, comunicadores del patrimonio, voluntarios, educadores, personal de servicios al visitante, intérpretes o un anfitrión de diferente formación. El proceso de interpretación es a menudo asistido con nuevas tecnologías tales como formas de visualización.

## Propósito

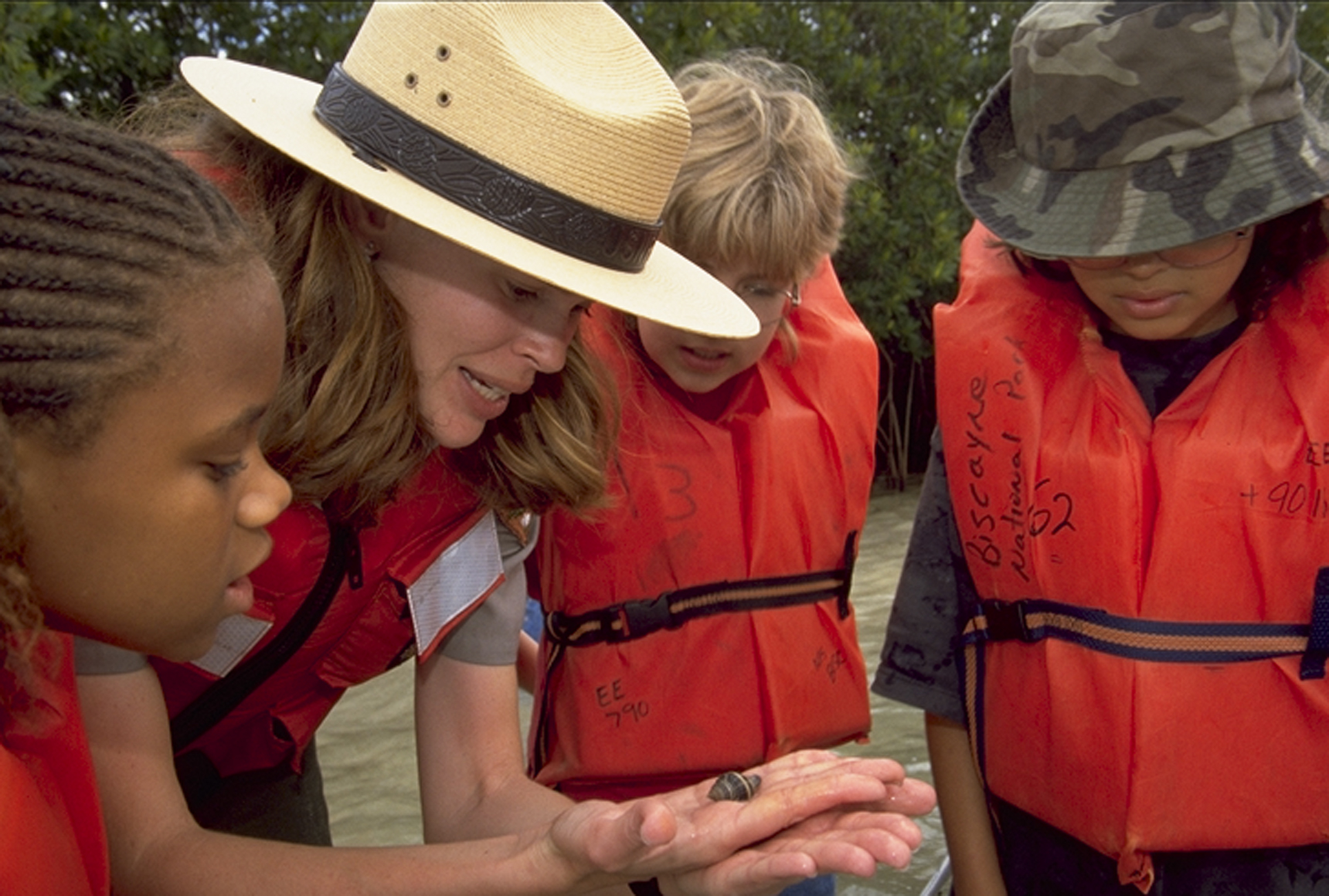
Guardaparque del parque nacional Biscayne muestra un cangrejo ermitaño a los niños

El objetivo de una interpretación es el mejorar y enriquecer la experiencia del visitante, ayudándolos a entender la importancia del sitio que están visitando y conectando estos significados a sus propias experiencias personales. Al entrelazar atractivamente las historias temáticas sobre fenómenos ambientales y acontecimientos históricos, los intérpretes buscan provocar a los visitantes para aprender y pensar a partir de sus experiencias.
La interpretación eficaz habilita a los visitantes para hacer asociaciones entre la información dada y sus percepciones anteriores. Según Moscardo, la interpretación puede producir "visitantes conscientes" que procesan cuidadosamente la información y negocian los significados del objeto observado o elemento intangible.
La interpretación es a menudo utilizada por agencias gubernamentales y ONG para promover el cuidado ambiental de áreas naturales bajo su gestión.

## Los "principios de Tilden" de la interpretación
En su libro de 1957 Interpretando nuestro patrimonio, Freeman Tilden definió seis principios de interpretación:
Durante los últimos 50 años,  los principios de Tilden se han mantenido altamente pertinentes para los intérpretes de todo el mundo. En 2002 Larry Beck y Ted Cable publicaron Interpretación para el siglo XXI - Quince Principios Guías para Interpretar la Naturaleza y la Cultura, el cual elaboró los principios originales de Tilden. En 2011, Beck y Cable publicaron una nueva versión de sus principios en "El Regalo de la Interpretación"

## Organizaciones de interpretación
- Asociación Europea para Interpretación de Patrimonio (enlace externo)
- Asociación para Interpretación del Patrimonio, España (enlace externo)
- Asociación para Interpretación del Patrimonio, Reino Unido (enlace externo)
- Asociación Nacional para la Interpretación, EE. UU. (enlace externo)
- Asociación para Historia Viviente, Granjas y Museos Agrícolas, EE. UU. (enlace externo)
- Centro Sueco para la Interpretación del Patrimonio (enlace externo)
- Interpretación Australia (enlace externo)
- Interpretación del Patrimonio América Latina (IPAL)
- Interpretación Canadá (enlace externo Archivado el 2 de octubre de 1999 en Wayback Machine.)
- Interpretación Escocia (enlace externo)
- Red de interpretación Nueva Zelanda (enlace externo)
- ICOMOS Carta para la Interpretación y Presentación de Sitios de Patrimonio Cultural, Internacionales (enlace externo)
- ICOMOS Comité internacional sobre Interpretación y Presentación (enlace externo)